# Снігурка
Снігу́рка, зменш.-пестл. Снігу́ронька, Снігу́рочка (рос. Снегурочка, рідко Снегурка) — казковий персонаж святкування Нового року спочатку в СРСР, згодом у пострадянських державах, онука Діда Мороза. За типовим сценарієм виступає як посередник між дітьми й Дідом Морозом. На новорічних урочистостях з'являється іноді раніше за свого дідуся, а потім разом із дітлахами закликає його на ялинку.

## Історичний огляд

Дід Мороз і Снігуронька. Новорічна листівка

Снігуронька не зафіксована у слов'янській міфології. Однак вона фігурує у російському фольклорі як персонаж народної казки про зроблену зі снігу дівчинку Снігурку (рос. Снегурка, Снежевиночка). Цей сюжет був оброблений і опублікований 1869 року О. Афанасьєвим у «Поэтических воззрениях славян на природу».
1873 року О. Островський написав п'єсу «Снігуронька». У ній Снігурка — дочка Діда-Мороза та Весни-Красни, яка гине під час ритуалу вшанування бога сонця Ярила. Має вигляд гарної блідолицьої світловолосої дівчини. Одягнена в біло-блакитну шубку з хутряною опушкою, хутряну шапку, рукавиці.
1882 року за мотивами п'єси М. Римський-Корсаков поставив однойменну оперу, яка мала величезний успіх.
На рубежі XIX—ХХ ст. образ Снігуроньки отримав подальший розвиток. Її фігурками прикрашали ялинку, дівчатка вбирались у костюм Снігуроньки, інсценувались фрагменти з п'єси Островського або опери.
Під час антирелігійної кампанії у 1920-х роках Снігуронька була заборонена. Однак вже 1937 року офіційно з'явилась разом з Дідом Морозом у московському Будинку Союзів.

## Снігурка в Україні
Дослідники й збирачі фольклору фіксували казки про Снігурку також і на території України. Першим подібний народний твір опублікував М. Максимович у «Трех сказках и одной побасенке».
Сюжети відомих російських і білоруських казок, зокрема й «Снігурку», до української дійсності й культурного середовища адаптував 1886 року Борис Грінченко:

| Ліпить дід ніжки із снігу І головку, й рота, І очиці, й вушка ліпить - Швидко йде робота. Тільки що це? Мов одразу Губоньки маленькі Розкриваються, і очі, Як блакить синенькі, Теж розплющились... Мара це? Ні, он пара біла З уст малих, уже червоних, Повилась-злетіла; Оченята занялися, Дивлються, сміються... У старих серця з надії В грудях б'ються, б'ються... І ось, бачуть: перед їми Мовби оживає Їх снігурка, ось неначе Голову здіймає...[11] |
Ще один варіант зафіксований у селі Старий Іржавець Оржицького району Полтавської області: